# Nino Carloni
Nino Carloni (Posta, 23 marzo 1910 – L'Aquila, 30 settembre 1987) è stato un avvocato e pianista italiano.

## Biografia
Nato a Posta nel 1910, fin dall'adolescenza compì studi privati di pianoforte; frequentò poi la facoltà di giurisprudenza all'Università degli Studi di Roma "La Sapienza", laureandosi nel 1933, ma continuando a studiare pianoforte nella capitale con il corregionale Nicola Costarella. Si trasferì quindi all'Aquila, dove praticò la professione di avvocato civilista, affiancando però la carriera forense all'interesse per l'ambito musicale.
Nel 1945 diventò responsabile del settore musica del Gruppo Artisti Aquilani e nel 1946 fondò la Società Aquilana dei Concerti, intitolata a Bonaventura Barattelli, organizzandone l'inaugurazione con un concerto dell'Orchestra dell'Accademia Nazionale di Santa Cecilia. Dalla fondazione della Società, inoltre, Carloni ne fu direttore artistico. Nel 1967 fu uno dei fondatori del Conservatorio Alfredo Casella dell'Aquila, che già l'anno successivo diventò ente autonomo. Nel 1968 fondò i Solisti Aquilani, diretti da Vittorio Antonellini, e nel 1970 l'Istituzione Sinfonica Abruzzese, di cui fu primo presidente; nel 1974 fondò all'interno dell'istituzione un'orchestra stabile e nel 1978 istituì il Centro Studi Musicali, che fu in seguito a lui intitolato. Infine, nel 1984 fondò l'Ensemble Barattelli, in seguito Officina Musicale, dedita alla musica contemporanea.
Nel 1986 ricevette il Premio Franco Abbiati della critica musicale italiana come miglior organizzatore. Morì all'Aquila nel 1987. Nel 2006 fu istituito un premio musicale in suo onore.